# Laplatanski riječni dupin
Laplatanski riječni dupin (lat. Pontoporia blainvillei) je jedina vrsta porodice Pontoporiidae. To je najmanji od svih riječnih dupina a ujedno i najmanji kit uopće.

## Osobine
Dužinom od 150 cm i težinom od oko 50 kg ovaj dupin je prilično nježno građen. Boja tijela mu je siva. Kao i kod svih riječnih dupina, i njegova je njuška izraženo odvojena od siluete glave. Ekstremno je duga i blago savijena prema dole. Ona je oko 15% ukupne dužine tijela. 

## Rasprostranjenost
Iako je uvršten u skupinu riječnih dupina ovaj dupin uglavnom živi u moru. Ljeti ulazi u deltu Rio de la Plate, a zimi se kreće duž obale Atlantika. Uzvodno ne ulazi dublje u rijeku od njene delte. Da je svrstan u skupinu riječnih dupina posljedica je prije svega povijesnih razloga. U međuvremenu taj takson više ne postoji.

## Način života
Ova vrsta dupina se hrani ribama, lignjama i rakovima. Dijelom lovi na način da njuškom "ruje" po mulju na dnu i istjeruje iz njega potencijalnu lovinu. Kao samotnjak, izbjegava susrete s drugim dupinima svoje vrste. Ne roni dugo, a na površini boravi još kraće. Zbog ovako skrovitog načina života ljudi ga rijetko viđaju. Godišnje se u ribarskim mrežama utopi oko 1.500 ovih dupina. Postoji bojazan da ova populacija nije dovoljno velika da bez štete izdrži takav gobitak.